# Свети Илия (Вишовград)
Вижте пояснителната страница за други значения на Свети Димитър.
„Свети Илия“ е православен храм в търновското село Вишовград, България, част от Великотърновската епархия на Българската патриаршия.

## История
Местни предания твърдят, че първата църква е била построена в района между Голиш и Чуката и е била разрушена при османското завоевание. През 40-те години на XVII век е построена нова църква на мястото на днешната училищна сграда и до нея е имало и сграда за килийно училище.
Сегашната сграда е в късен готически стил и е завършена в 1897 година. Обявена е за културен и исторически паметник. В 1895 година при строежа на храма в него работят дебърските майстори Наум Илиев и Янаки Ненчов.
В храма се съхраняват костите на Бачо Киро.